# Panaguan (Proppo)
Panaguan is een bestuurslaag in het regentschap Pamekasan van de provincie Oost-Java, Indonesië. Panaguan telt 5082 inwoners (volkstelling 2010).